# Ильбаков, Ишморат Каюмович
Ильбаков Ишморат Каюмович (баш. Ишморат Ҡәйүм улы Илбәков; род. 10 февраля 1963 года) — артист-кураист Башкирской государственной филармонии. Народный артист Республики Башкортостан (1997).

## Биография
Ильбаков Ишморат Каюмович родился в 10 февраля 1963 года в селе Галиахметово Хайбуллинского района Башкирская АССР. Родители Ильбаковы Каюм и Рысбика.
Ишморат Каюмович c детства играл на гармони, тальянке.
В 1978—1982 годах учился игре на курае в Уфимском училище искусств. Служил в армии на Камчатке в 1982—1984 годах.
В 1996 году окончил факультет народной музыки Казахской национальной консерватории имени Курмангазы.
Ишморат Ильбаков изобрёл и запатентовал хроматический курай (Ишкурай).
Был участником культурных программ XII Международного фестиваля молодёжи, студентов и Олимпиады-1980 в Москве, лауреатом фестиваля «Коолай» в Кызыле (Республика Тува).
Выступал с концертами в городах России, Европы, США.

## Награды и звания
- Народный артист Республики Башкортостан (1997)
- Заслуженный артист Башкирской АССР (1989)
- Лауреат фестиваля «Коолай» в Кызыле